# Mont Iboundji
Der Mont Iboundji ist ein Gipfel in Gabun mit einer Höhe von knapp unter 1000 Metern. Nach manchen Angaben ist der Berg die höchste Erhebung des Landes mit 1575 m. Diese Daten sind jedoch nicht SRTM-unterstützt. Andere Quellen geben den Mont Bengoué als den höchstgelegenen Gipfel in Gabun an.